# Rambin
Rambin – gmina w Niemczech, w kraju związkowym Meklemburgia-Pomorze Przednie, w powiecie Vorpommern-Rügen, wchodzi w skład urzędu West-Rügen.

## Toponimia
Nazwa Rambin ma pochodzenie słowiańskie, od połab. *rąb „wycinka lasu” z sufiksem -in i oznacza dosłownie osadę założoną w miejscu wyciętego lasu.